# Thindyla litoralis
Thindyla litoralis är en mångfotingart som först beskrevs av Kraus 1954.  Thindyla litoralis ingår i släktet Thindyla och familjen småjordkrypare. Inga underarter finns listade i Catalogue of Life.